# Substâncias muito tóxicas

Símbolo de risco "T^{+}" inerente as substâncias que apresentam alto risco de toxidade.

Substâncias classificadas como muito tóxicas são aquelas que podem provocar morte, ou danos severos crônicos à saúde, através da inalação, ingestão, ou absorção pela pele de pequenas quantidade.
O recipiente onde tais substâncias são guardadas ou armazenadas devem (por lei) conter a indicação T+ (do inglês high Toxicity) e o símbolo da caveira enquadrada num quadrado alaranjado.

## Padrões de classificação
As seguintes doses e concentrações limite foram estabelecidas para as substâncias muito tóxicas:
- DL50 (rato, oral): < 25 mg/kg (de massa corporal)
- DL50 (coelho/rato, dermal): < 50 mg/kg (de massa corporal)
- CL50 (rato, inalativa – aerossol/pó): < 25 mg/L
- CL50 (rato, inalativa – gás/vapor): < 50 mg/L

## Exemplos
Exemplos de substâncias classificadas como muito tóxicas:
- Atropina
- Ricina
- Sarin
- Tálio